# Ibis skalní

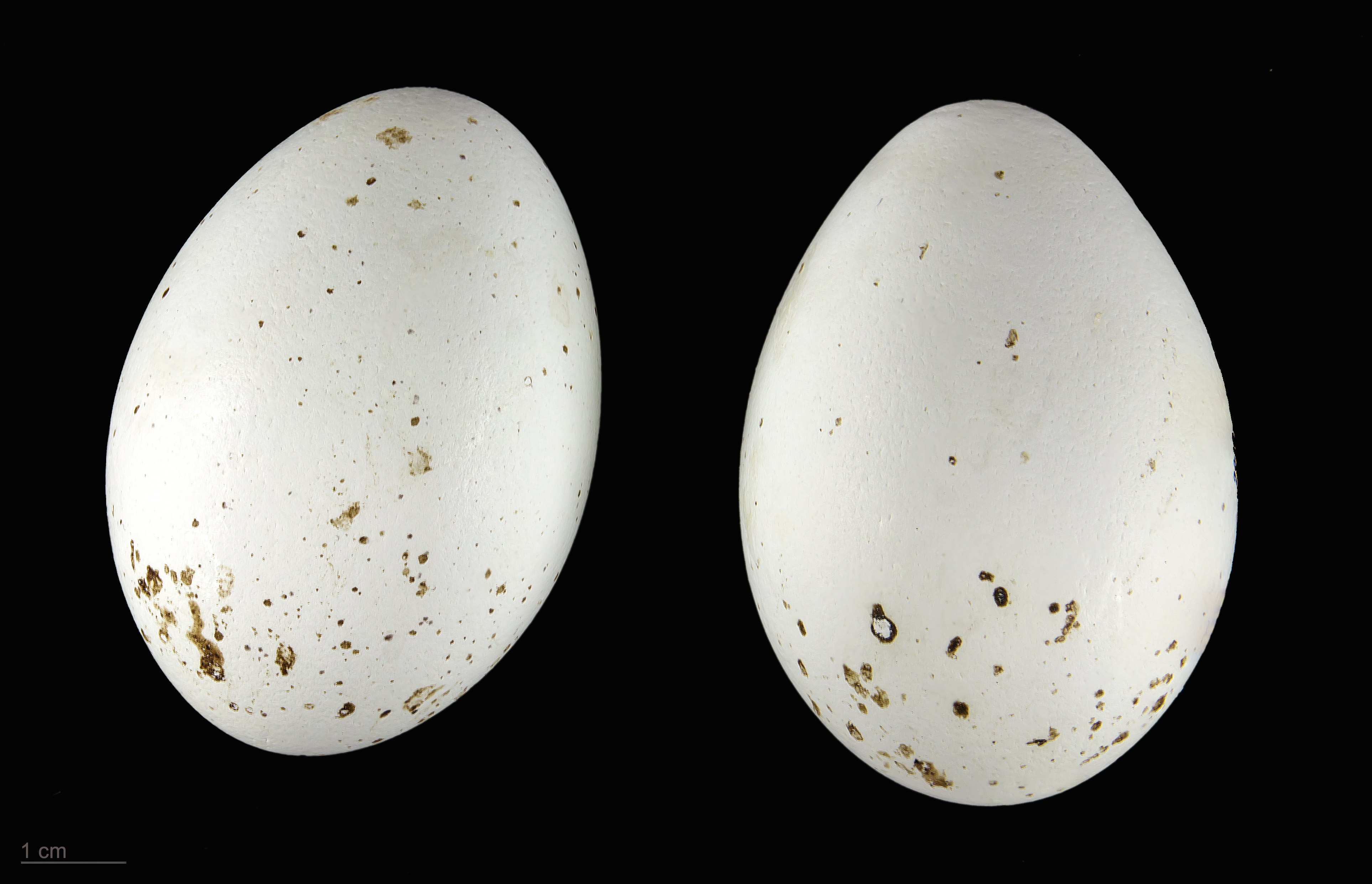
Geronticus eremita

Ibis skalní (Geronticus eremita) je vzácný pták z čeledi ibisovitých.

## Popis
Obývá neúrodné, suché, skalnaté krajiny. Dorůstá 70–80 cm a je celý leskle černý s neopeřenými lícemi a čelem a dlouhým, růžovým, na konci směrem dolů zahnutým zobákem. Hnízdí v koloniích na skalních útesech, kde si staví jednoduché hnízdo z větví, do kterého následně klade 2–3 vejce. Živí se zejména plazy, hmyzem a jinými malými živočichy.
V minulosti ibis skalní obýval Střední východ, sever Afriky a jih Evropy, podle fosilií zde navíc žil již před 1,8 miliony lety. Na základě dat IUCN z roku 2018 jde o ohrožený druh a jeho populace nepřesahuje 250 dospělců. Na počátku 20. století přežívala pouze západní populace v Maroku a východní populace v Turecku a Sýrii; 95 % volně žijících ptáků žilo k roku 2018 v Maroku, syrské hnízdní populace jsou nejspíš již vyhynulé. Reintrodukční programy probíhaly např. v Turecku, Rakousku, ve Španělsku a v severním Maroku.
Důvody dlouhodobého úpadku početnosti tohoto druhu nejsou stále objasněny, je však jisté, že v posledních letech mohl za rychlé ztráty celých kolonií zejména lov, ztráta přirozeného biotopu a otrava pesticidy.

## Chov v zoo
V Evropě je chován ve více než 120 zoo (stav k podzimu 2018). V Česku se jedná o následujících pět zařízení:
- Zoopark Chomutov
- Zoo Olomouc
- Zoo Ostrava
- Zoo Plzeň
- Zoo Praha

### Chov v Zoo Praha
Tento druh je v Zoo Praha chován od roku 1985. První úspěšný odchov se podařil v roce 1992. Úspěšný chov byl přerušen ničivou povodní v roce 2002, která zasáhla dolní část zoo. Ibisové byli evakuováni, což pro ně ale znamenalo silný stres, který většina jedinců nepřežila. V roce 2004 byla otevřena nová voliéra Africké skály, jejímiž hlavními obyvateli se stali právě ibisové skalní. Tam se také podařilo obnovit úspěchy z předchozích let. První odchovy po nucené pauze byly zaznamenány v roce 2006.
Na počátku března 2016 došlo pod tíhou sněhu k protržení voliéry Africké skály a k následnému úniku 18 ibisů skalních. Všichni byli postupně s pomocí veřejnosti odchyceni. Celá akce vyvolala velkou intenzitu zájmu lidí, a proto byla následně využita i k netradiční a neplánované reklamní kampani Ibis do zoo. Odchycení ibisové byli dočasně umístěni ve voliéře u dolního vchodu. Do své původní voliéry byli po její nutné opravě navráceni v listopadu roku 2016. Více viz Úlet ibisů skalních z pražské zoologické zahrady.
V roce 2016 se tedy nepodařilo odchovat žádné mládě. V roce 2017 se však již situace vrátila do normálního stavu a podařilo se odchovat 13 mláďat, takže na konci roku bylo v Zoo Praha chováno 31 těchto ptáků. Ke konci roku 2018 bylo chováno 25 jedinců. V květnu 2019 se vylíhla další dvě mláďata.